# Erdőfelek

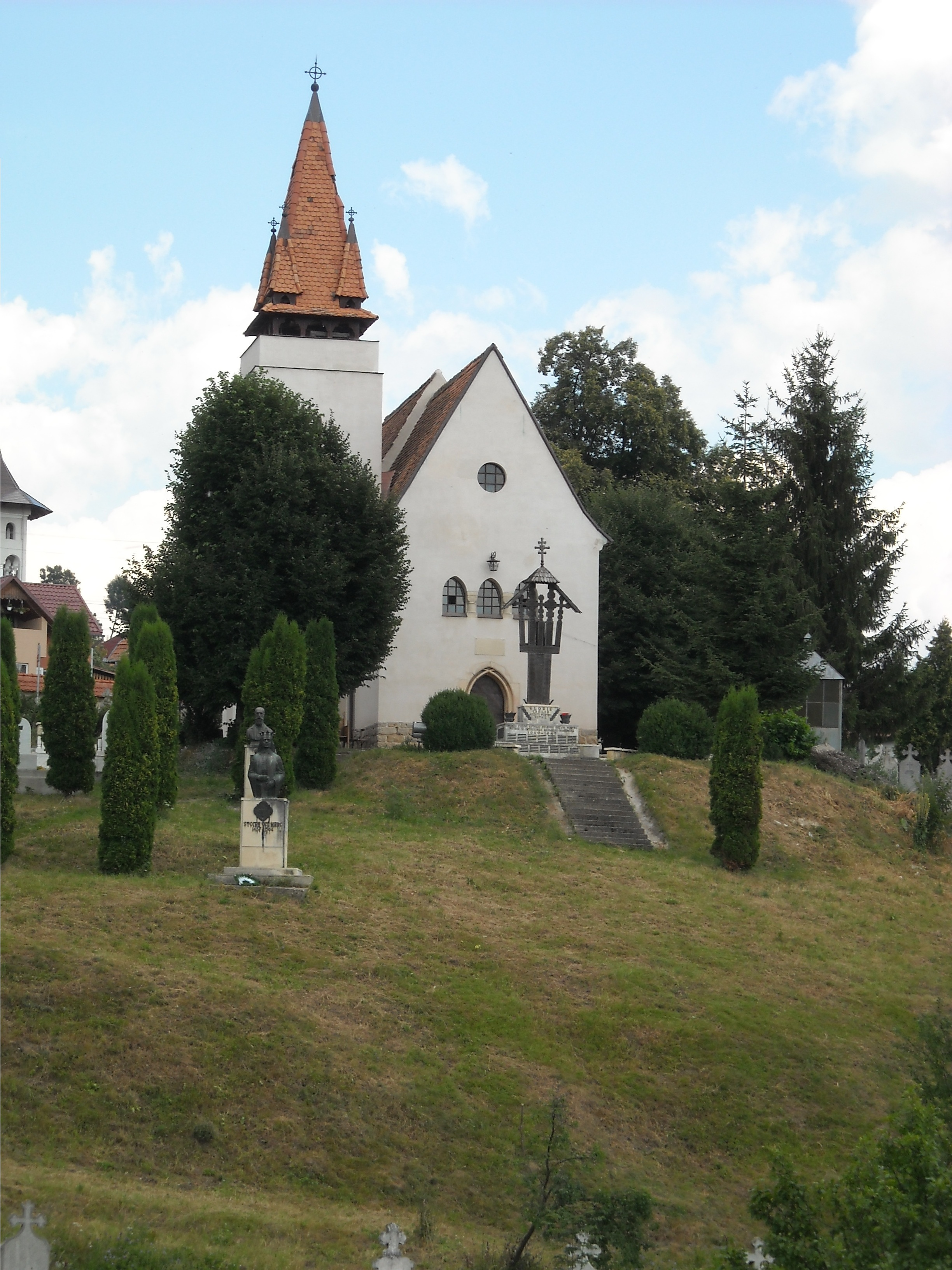
A Kós Károly által újjáépített középkori ortodox templom, előtte Nagy István moldvai vajda szobra

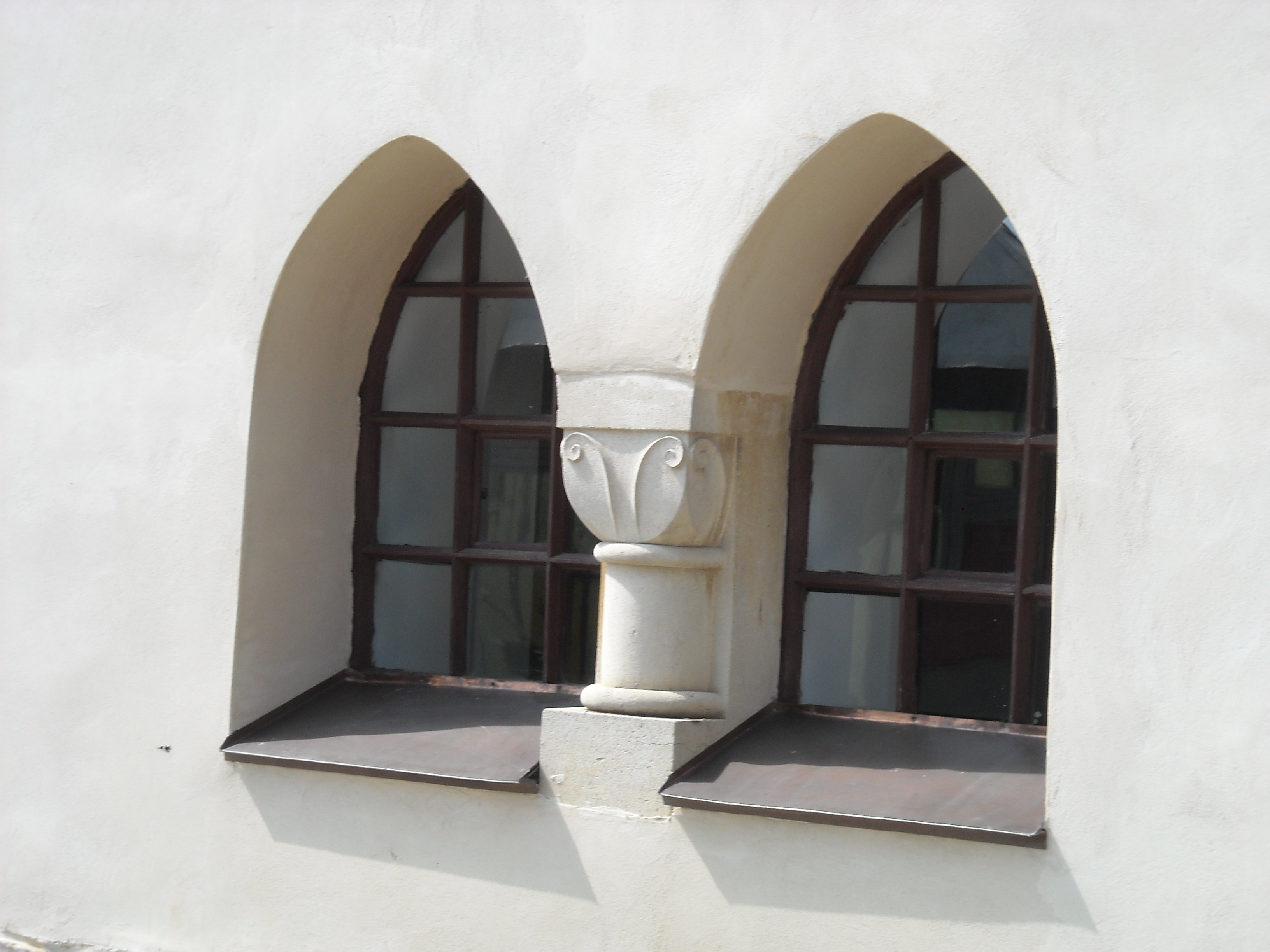

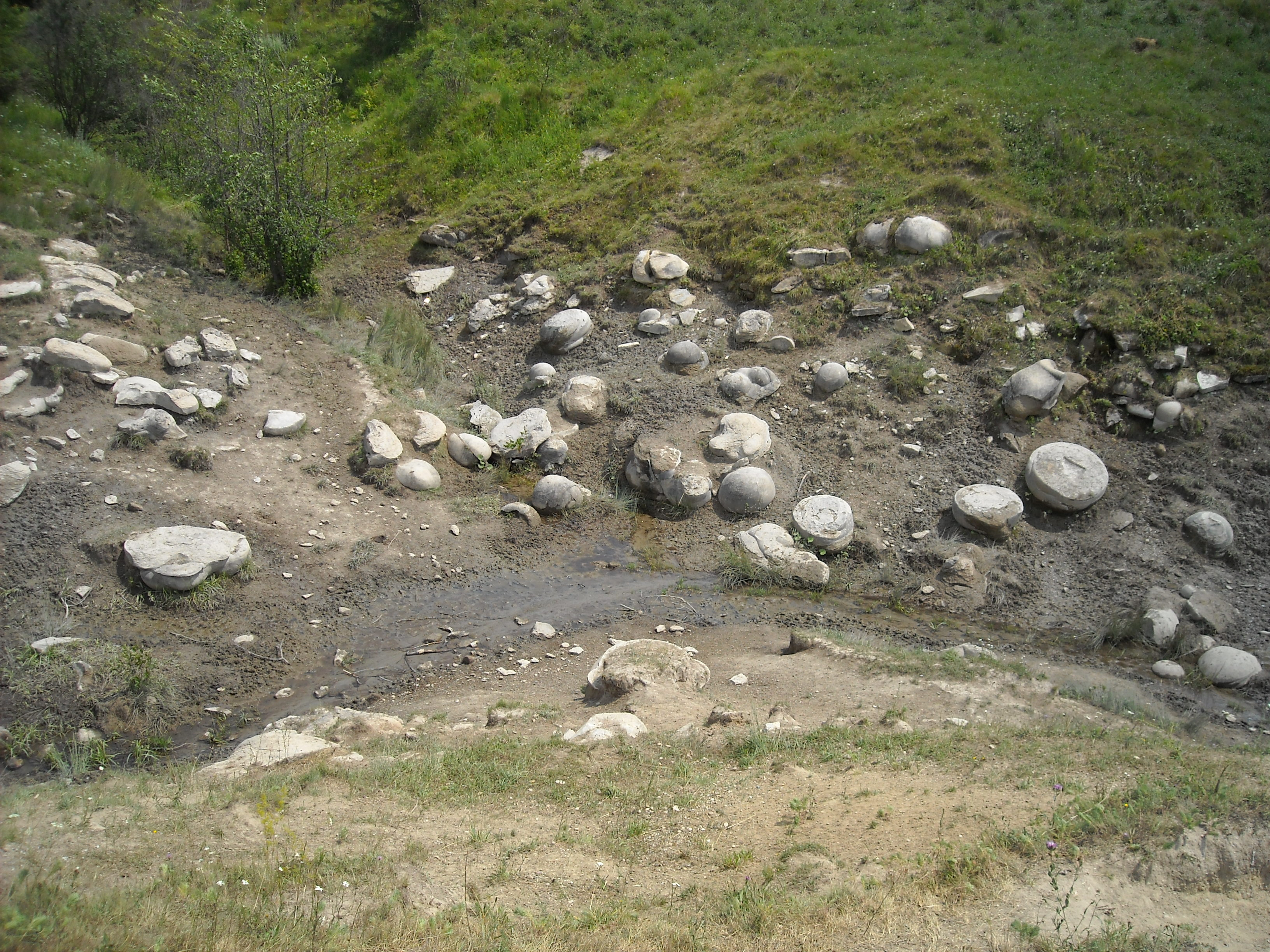
Nagyrészt szétvágott gömbkövek a falutól nyugatra fekvő Medve-árokban

Erdőfelek, 1910-ig Felek (románul Feleacu) település Romániában, Kolozs megyében, az azonos nevű község központja.

## Fekvése
Kolozsvártól 7 kilométerre délre, a Feleki-tetőn fekszik. Kiterjedt gyümölcsösök veszik körül.

## Nevének eredete
Valószínűleg német eredetű: vagy a fleck 'darab (föld)' szóból vagy a Felk személynévből való. A középkorban ugyanis Kolozsvárhoz tartozott, amelynek polgársága zömében német ajkú volt. A hegyet először 1366-ban (Mons Felek), a falut 1377-ben (Villa olachorum Felek) említették.

## Története
A településtől északra, a Kolozsvárra vezető út mellett a római korból származó bronztáblát találtak. A történészek feltételezik, hogy itt haladt el a Napoca – Potaissa út.
A falut Kolozsvár városa alapította az 1370-es években húsz szelistyei román határőr családdal, a Tordára vezető út őrzésére. Kenézeit a városi tanács nevezte ki.
1468-ban valószínűleg a falut jelölték ki Makariosz, a ferrarai zsinat szellemében a pápa által kinevezett halicsi görög szertartású püspök székhelyéül, aki a lengyel király ellenkezése miatt költözött 1466-ban a fennhatóságához tartozónak tekintett Máramarosba, majd Erdélybe. Az erdélyi, a váradi és az egri püspök előbb itt is akadályozták, de 1468-ban a pápa közbenjárására engedélyezték működését azzal a feltétellel, hogy dézsmát csak a királyi földeken élő ortodoxoktól szedhet. Felek ilyen királyi földnek számított, és ugyanezen évben, 1468-ban román lakosságát felmentették a juhötvened fizetése alól. Valószínűleg Makariosz püspökségéhez kötődik az ekkoriban, a legkorszerűbb gótikus stílusban felépült ortodox templom is. Fennhatósága kezdetben valószínűleg Észak-Erdélyre terjedhetett ki, de utóda a század végén a barcasági románok tizedére is igényt tartott. Makarioszról 1470 után nem történik említés, de egy 1550-es irat mint egykori feleki püspököt említi a görög Márkot, aki talán ugyanaz a személy lehetett. Kolostorában másoltak 1481-ben egy ószláv nyelvű liturgiát. 1488-ban püspöke a Daniil nevet viselte, majd még egy Dancso nevű püspök neve maradt fenn. 1536-ban azonban már nem létezett feleki székhelyű püspökség, ugyanis ekkor a moldvai vajdák birtokához tartozó Vádon székelő Anastasie „Vád és Felek püspöké”-nek írta magát. A régi püspöki székhelyekre való tekintettel a kolozsvári ortodox érsek hivatalos címe 1921-től mai napig Vád, Felek és Kolozsvár érseke.
Itt verte meg Báthory Gábor a Csillag Murza vezette tatárokat és ugyanitt vert meg 1658-ban egy magyar lovascsapatot a betörő tatár sereg. A 18. században ikonfestő műhely is működött itt.
1882-ben vált ki Kolozsvárból és alakult önálló községgé. Lakói ekkoriban juhot és szarvasmarhát tenyésztettek, erdőműveléssel és fuvarozással foglalkoztak. 1940 és 1944 között határfalu volt. 1944-ben 1200-1500 magyarországi zsidó szökött itt át Romániába. A román oldalon már szervezett segítség juttatta el őket Tordára.

## Népessége
- 1900-ban 2033 lakosából 2002 volt román anyanyelvű és 1979 görögkatolikus vallású.
- 2002-ben a kis Kaszollyal együtt 1720 lakójából 1698 volt román nemzetiségű; 1552 ortodox és 131 pünkösdista vallású.

## Látnivalók
- Az ortodox érseki (korábban görögkatolikus, eredetileg valószínűleg ortodox püspöki) templomot 1468 és 1488 között emelték gótikus stílusban. Belső falfestését egy Nistor nevű helyi mester készítette 1760–1765-ben. 1925-ben Kós Károly irányítása mellett állították helyre.
- A Malom-völgy híres látnivalói az ún. gömbkövek. A gömb alakú konkréciók magja karbonáttartalmú kőzetdarab, amely a harmadkori tenger parti övezetében rakódott le. A tenger levonulása után a vidéket szubtrópusi erdők borították, amelyek szén-dioxidban dús vize reakcióba lépett a karbonáttal és így olyan kalcium-hidrokarbonát képződött, amely aztán maga köré cementálta a homokot. A gömbök mérete a dió nagyságtól a másfél méteres átmérőig váltakozik. Sajnos a gömbköveket már a középkor óta kitermelik. Innen való a kolozsvári unitárius templomban őrzött kő is, amelyen állva Dávid Ferenc prédikált. Újabban házak díszítésére szállítják el őket. A Malom-völgy több jégkorszaki reliktumnövény termőhelye, botanikai ritkaságai pedig  a négyosztatú varjúköröm, a foltos kosbor, a fehér májvirág és a gyöngyvirágos körtike.[5]
- 1991-ben újraalapították középkori ortodox kolostorát.
- 2005-ben 800 m hosszú sípályát építettek, felvonóval és hóágyúkkal.

## Gazdasága
Gyümölcstermesztés, homokbánya (öntőhomok), kőszerszámok készítése.

## Híres emberek
- Itt született 1820-ban Ștefan Micle, az első román egyetemi fizikatanár, 1867 és 1875 között a jászvásári egyetem rektora, Veronica Micle férje.